# Halles de Lyon-Paul Bocuse
De Halles de Lyon-Paul Bocuse (1971), kortweg Halles, is een gespecialiseerd winkelcentrum in de stad Lyon, in Frankrijk. In de Halles zijn er winkels, gericht op drank en voeding en horeca te vinden: voedingszaken, traiteurs, restaurants, wijnhandelaars en andere drankhandelaars. De bijnaam van de Halles is Le ventre de Lyon of de maag van Lyon. Het is een van de toeristische trekpleisters van Lyon.

## Plaats
De Halles staan in het centrum van Lyon, in het 3e arrondissement. De wijk heet La Part-Dieu en telt zelf talrijke winkels, waaronder het grote winkelcentrum La Part-Dieu. In de nabijheid van de Halles is er het treinstation Lyon-Part-Dieu.

## Historiek
De eerste overdekte winkelhallen stonden op de Place des Cordeliers (1859-1971), in het 2e arrondissement van Lyon. Deze metalen hallen waren niet alleen te klein; ook hygiënisch was de infrastructuur ontoereikend. Burgemeester Louis Pradel startte, eind van de jaren 1960, met de plannen van een modern overdekt en permanent marktgebouw. Deze werd ingeplant in de opkomende wijk La Part-Dieu. In 1971 opende de Halles de Lyon hun deuren. De nadruk ligt vanaf de opening op het tonen van de gastronomie en de streekproducten uit Lyon en omgeving. De variatie gaat van groenten uit de Drôme, wild uit de Dombes, wijnen van Bourgogne tot vissen uit de meren van de Savoie. Na de restauratiewerken in de jaren 2004-2006 gaf Paul Bocuse zijn naam aan de winkelhallen. Sinds de restauratie beslaat het oppervlak 13.000 m² verspreid over 3 verdiepingen. Circa 50-60 handelaars hebben er een permanente stand.